# Menratův palác
Menratův palác (srbsky v cyrilici Менратова палата, v latince Menratova palata, maďarsky Menrath palota) je secesní palác, nacházející se v historickém centru města Novi Sad na severu Srbska. Jeho adresa je Kralja Aleksandra 14.
Palác byl vybudován v roce 1908 a jeho architektem byl Leopold Baumhorn, stejně jako v případě Novosadské synagogy. Sloužil jako sídlo rodině německého podnikatele Lorenze Menratha. V paláci byly dva rozlehlé byty. V přízemí se pak nacházela prodejna nábytku.
Budova se jako jedna z mála dochovala do dnešních dní. Západní část dřívější Hlavní ulice byla v 60. letech 20. století zbořena, aby historické domy uvolnily místo pro novou velkolepou třídu. Katolické gymnázium naproti Menratovu paláci bylo zbořeno o něco později, aby namísto něj vznikl brutalistický obchodní dům. V současné době je budova památkově chráněná.